# Эмпальме-Ольмос
Эмпальме-Ольмос (исп. Empalme Olmos) — населённый пункт сельского типа (Pueblo) на юге Уругвая, на территории департамента Канелонес. Административный центр одноимённого муниципалитета.

## География
Населённый пункт находится в южной части департамента, к востоку от реки Пандо, на высоте 39 метров над уровнем моря.
Эмпальме-Ольмос расположен на расстоянии приблизительно 38 километров к востоку-юго-востоку (ESE) от города Канелонес, административного центра департамента и на расстоянии 24 километров к северо-востоку от Монтевидео, столицы страны. Ближайший гражданский аэропорт расположен в городе Монтевидео.

## История
Эмпальме-Ольмос был основан 21 мая 1895 года. Получил статус сельского населённого пункта (Pueblo) 3 ноября 1952 года.

## Население
По данным переписи 2011 года, население составляло 4 199 человек.
| Год  | Население |
| ---- | --------- |
| 1963 | 1 973     |
| 1975 | 2 108     |
| 1985 | 3 144     |
| 1996 | 3 615     |
| 2004 | 3 978     |
| 2011 | 4 199     |

Источник: Instituto Nacional de Estadística de Uruguay